# Alexander Alexejewitsch Afanassjew
Alexander Alexejewitsch Afanassjew (russisch Александр Алексеевич Афанасьев; * 23. März 1917 in Palkino, Gouvernement Pskow, Russisches Kaiserreich; † 4. September 1987) war ein sowjetischer Theater- und Film-Schauspieler.

## Leben und Leistungen
Alexander Afanassjew entstammte einer mittellosen Bauernfamilie, seine Eltern Alexei Afanassjewitsch und Arafja Dorofejewna († 1953) traten 1929 in eine Kolchose ein.
Afanassjew zog 1934 nach Leningrad, wo er eine Konstrukteursschule besuchte und gleichzeitig  an Amateuraufführungen teilnahm. Aufgrund dieser Erfahrungen erhielt er 1936 zunächst eine Stelle am Leningrader Kleinen Opernhaus, trat aber 1938 in die Rote Armee ein und nahm am Deutsch-Sowjetischen Krieges teil. Die Angaben über Afanassjews Kriegsdienst divergieren, er wird zum einen als U-Boot-Mechaniker und Betroffener der Leningrader Blockade genannt, der später mit der Medaille „Für die Verteidigung Leningrads“ (1944), der Medaille „Für Verdienste im Kampf“ (1945) und dem Orden des Vaterländischen Krieges II. Klasse (1985) ausgezeichnet wurde. Zum anderen soll er zunächst am Winterkrieg und anschließend am Krieg gegen das Dritte Reich teilgenommen haben. Nach der Gefangennahme sei er in ein Konzentrationslager in Finnland eingeliefert, aufgrund der Kriegslage Deutschlands aber zum Fußmarsch nach Norwegen gezwungen worden. Hier erfolgte die Befreiung, woraufhin Afanassjew an der japanische Front stationiert wurde. Die Demobilisierung soll er in Wladiwostok erlebt haben.
Nach Kriegsende arbeitete er zunächst als Künstlerischer Leiter des Sudwerf-Klubs in Wladiwostok, wurde dann jedoch von Iwan Jewremow, dem Leiter des Primorski Regionaltheaters verpflichtet, und war bis zu seinem Abschied im Jahr 1957 einer der führenden Darsteller des Hauses. Danach zog er zurück nach Leningrad und wurde vom Lenfilmstudio engagiert. Parallel zu seiner Filmtätigkeit trat Afanassjew beim Leningrader Theater der Filmschauspieler auf.
Sein Filmdebüt hatte Afanassjew bereits 1952 als Matrose in der Fernsehproduktion Разлом (Raslom), er trat aber erst ab den späten 1950er Jahren regelmäßig vor der Kamera in Erscheinung. Seine Filmografie umfasst über 70 Werke, er gab stets Nebencharaktere, die sich in der Regel durch Geradlinigkeit und Authentizität auszeichneten. Sein Schaffen umfasst verschiedene Genre wie das Drama (Люблю тебя, жизнь, Ljublju tebja, schisn, 1960), den Kriegs- (Жаворонок, Schaworonok, 1965), den Märchen- (Die Zwölf Monate, 1973) und den Fantasyfilm (Sannikow-Land, 1973). In Befreiung (1969) porträtierte er General Dmitri Leljuschenko.
Afanassjew trat am 31. Mai 1977 in den Ruhestand, war aber noch bis an sein Lebensende vereinzelt in Filmen zu sehen. Er starb 70-jährig und wurde in Pawlowsk beigesetzt.
Afanassjew war mit der Gaststättenangestellten Akkilina Grigorjewna Fedorowa (* 1908) verheiratet, die nach der Hochzeit auch seinen Familiennamen annahm.

## Filmografie (Auswahl)
- 1959: Eine Stadt in Alarm (W troich rukach schisn)
- 1960: Neuland unterm Pflug (Podnjataja zelina)
- 1965: Der Auftrag (Mandat)
- 1966: Tibul besiegt die Dickwänste (Tri tolstjaka)
- 1966: Das Versteck auf dem Meeresgrund (Aqualangi na dne)
- 1967: Die Schneekönigin (Sneschnaja korolewa)
- 1969: Der lebende Leichnam (Schiboi trup)
- 1969: Befreiung (Oswoboschdenije)
- 1972: Der Kreis (Krug)
- 1973: Die Zwölf Monate (Dwenadzat mesjazew)
- 1973: Sannikow-Land (Semlja Sannikowa)
- 1974: Blockade (Blokada: Luschski rubesch, Pulkowski meridian)
- 1977: Wie der dumme Iwanuschka das Wunder suchte (Kak Iwanuschka-duratschok sa tschudom chodil)
- 1978: Anschlag in Lausanne (Ubit pri ispolneni)